# Тоґо (Айті)

Тоґо́ (яп. 東郷町, とうごうちょう, МФА: [toːgoː t͡ɕoː]?) — містечко в Японії, в повіті Айті префектури Айті. Розташоване в північно-центральній частині префектури. Отримало статус містечка 1970 року. Площа становить 18,03 км². Станом на 1 серпня 2011 року населення складало 41 981  осіб, густота населення — 2330 осіб/км².   